# Heinrich Grandi
Heinrich Grandi, detto Heini (Bolzano, 18 dicembre 1960), è un imprenditore italiano.

## Biografia
Consegue la maturità classica e nel 1988 si laurea in storia e germanistica presso l'Università di Innsbruck. Nello stesso anno fonda a Bolzano la Cooperativa Terzo Mondo, impegnata nel commercio equo e solidale, e la presiede fino al 1998, quando essa assume la denominazione di Consorzio CTM Altromercato, di cui continua a ricoprire ruoli direttivi.
Nel 1996 riceve il Premio Nazionale Cultura della Pace «per aver contribuito a creare una nuova economia che veda, nella difesa del piccolo produttore, qualcuno da difendere per assicurare a chiunque la possibilità di avere una propria esistenza dignitosa, basata sul proprio lavoro ed evitando sopraffazioni e sfruttamento».